# Le Fils préféré - Ospiti pericolosi
Le Fils préféré - Ospiti pericolosi (Le Fils préféré) è un film del 1994 diretto da Nicole Garcia.

## Riconoscimenti
- Premi César 1995
  - Miglior attore (Gérard Lanvin)